# Geeta Phogat
Geeta Phogat (15 de desembre de 1988), és una lluitadora índia de lluita lliure. Va participar en els Jocs Olímpics de Londres 2012 en la categoria de 55 kg, aconseguint un 13è lloc. Va competir en cinc campionats mundials. Va guanyar una medalla de bronze el 2012. Va acabar en el 10è lloc als Jocs Asiàtics de 2010. Va conquistar dues medalles de bronze en Campionats Asiàtics, de 2012 i 2015. Segona en la Copa del Món el 2012. Guanyadora de la medalla d'or als Jocs de la Mancomunitat de 2010.
La seva cosina Vinesh Phogat i germana Babita Kumari també competeixen com a lluitadores.